# Weihrauchfass

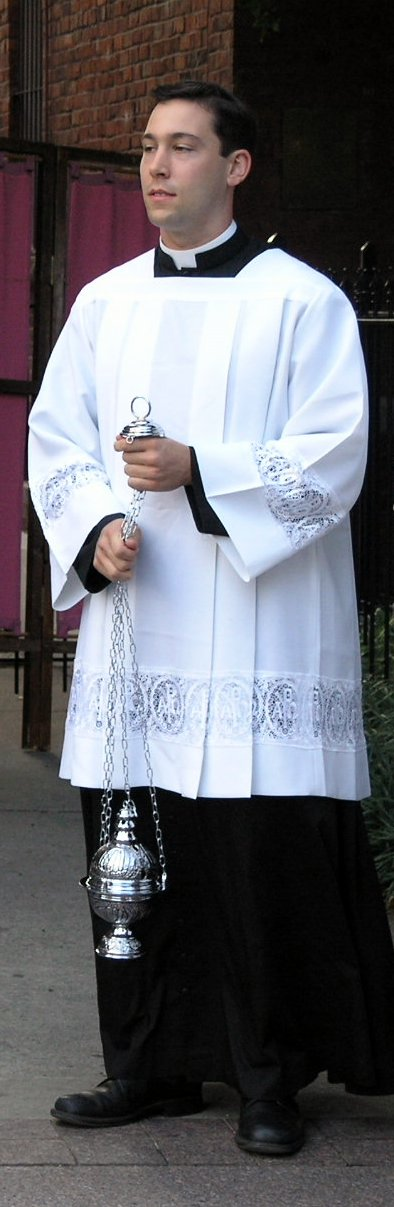
Thuriferar mit Weihrauchfass

Das Weihrauchfass (lat. turibulum, auch thuribulum) ist ein zweiteiliges Gefäß an einer Kettenkonstruktion, das zum Verschwelen von Weihrauch auf glühender Kohle verwendet wird. Es wird in Gottesdiensten der römisch-katholischen, der orthodoxen (byzantinisch- und orientalisch-orthodox), einiger anglikanischen, der alt-katholischen Kirche, in der Christengemeinschaft und einzelner lutherischer Kirchen, vor allem in der Selbständigen Evangelisch-Lutherischen Kirche eingesetzt.

## Geschichte und Verwendung
Das Rauchfass hat seinen Ursprung bereits im Kult und Zeremoniell der Römer. Von dort gelangte es in der Spätantike ins Christentum, als es im 4. Jahrhundert zur Staatsreligion erhoben und das römische Zeremoniell christianisiert wurde. Seitdem wird Weihrauch in der christlichen Liturgie verwendet.
In den christlichen Gottesdiensten trägt meist der Thuriferar das Weihrauchfass und wird dabei von einem Navikular mit Weihrauchschiffchen begleitet. Ein Weihrauchfass besteht aus zwei Teilen, dem Unterteil, das meist einen Fuß hat, um es abstellen zu können, und dem Oberteil. Am Unterteil sind (oben in einem Griff endende) Ketten befestigt und durch Ringe am Deckel geführt, so dass dieser beim Gebrauch nicht herunterrutscht. Beim normalen Tragen hängt das Unterteil mit aufsitzendem Deckel ungefähr auf Kniehöhe und kann zur Luftzufuhr geschwenkt werden. Zum Nachlegen von Weihrauch wird es angehoben und der Deckel an einer separaten Kette nochmal höher gehoben. Der Weihrauch wird zur Beweihräucherung des Altars, der eucharistischen Gaben, des Evangeliars, des Altarkreuzes, der Osterkerze sowie der Zelebranten und der Gläubigen während eines Gottesdienstes eingesetzt. Meist wird Weihrauch auch bei der Begräbnisfeier (Inzens des Sarges und des Grabes), beim feierlichen Stundengebet sowie bei eucharistischen Prozessionen gebraucht. Bei diesen Handlungen wird das Weihrauchfass auf mindestens Brusthöhe gehoben und die mehrteilige Kette in der unteren Hälfte mit der anderen Hand gefasst.
Während in den orthodoxen Kirchen meist kleinere Weihrauchfässer, oftmals mit Glocken versehen, verwendet werden, sind es in der katholischen Kirche gewöhnlich größere Rauchfässer.
In der Regel ist der Querschnitt eines Weihrauchfasses rund, es gibt aber auch sechseckige Ausführungen. Weihrauchfässer sind meist mehr oder weniger reich verziert, sie bestehen aus gegossenem oder getriebenem Metall, häufig sind sie versilbert oder vergoldet. Die Gestaltung ist je nach Stilepoche unterschiedlich, wobei aber immer darauf Rücksicht genommen werden musste, dass das Oberteil durchbrochen gearbeitet wird, damit der Weihrauch verbrennen und der Rauch austreten kann. 
Manche Weihrauchfässer sind so groß, dass sie in der Kirche oder an einem Gestell fest installiert werden müssen. Durch gezieltes Ziehen an einer Kette kann man diese Fässer weit in die Kirche schwingen lassen. Eines der bekanntesten Beispiele für Weihrauchfässer derartiger Größe ist der Botafumeiro in der Kathedrale von Santiago de Compostela (Spanien).

## Trivia
Gelegentlich versuchen Gruppen, besonders große Weihrauchfässer zu bauen und damit Rekorde zu erzielen, wie beispielsweise im Jahr 2013 in St. Jodokus Wiesental oder 2008 in Bielefeld.